# Карт

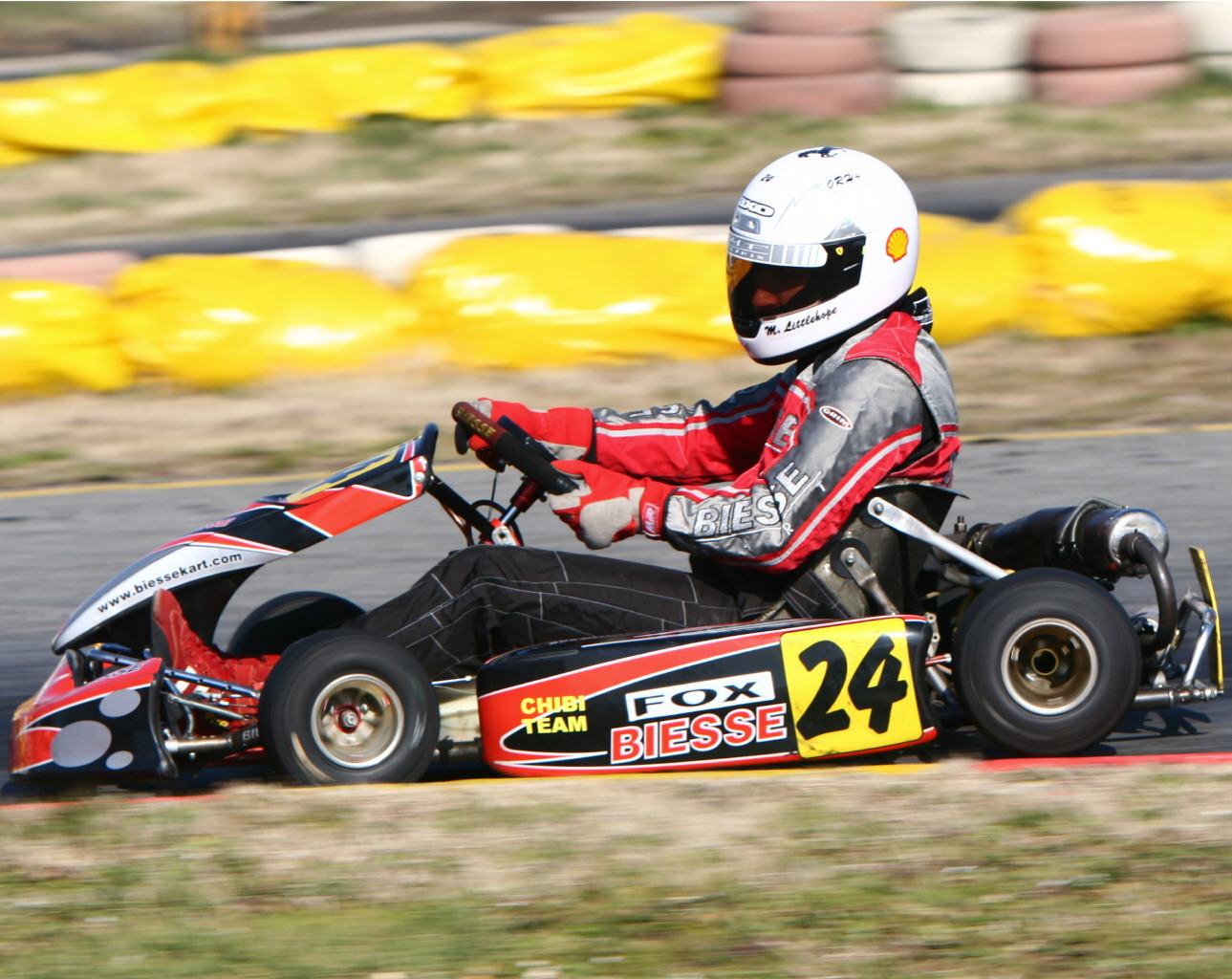
Спортивний карт

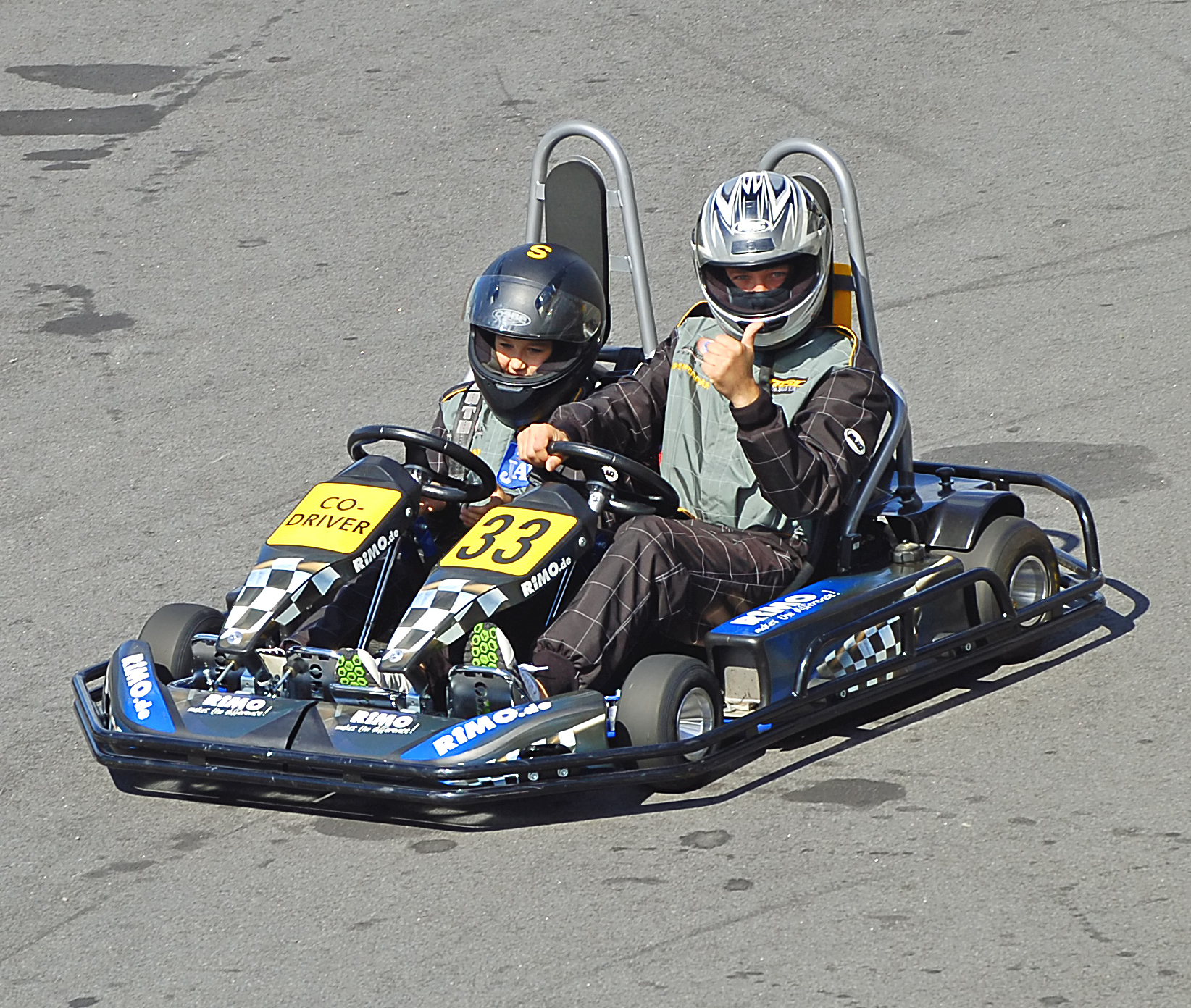

Карт — найпростіший перегоночний автомобіль без кузова. Швидкість карта (клас Суперкарт) може досягати 260 км/год. Гонки на картах називають картингом.

### Історія
Вважається, що картинг придумали військові льотчики у США після Другої світової війни. Вони влаштовували перегони по льотному полю на візках для підвезення авіабомб. Але ця розвага була поширена лише у вузьких колах, поки за справу не взявся Арт Інглс, колишній пілот, механік відділення фірми Kurtis Kraft у Глендейлі, Каліфорнія, яка випускала перегоночні автомобілі. У серпні 1956 р. на автогонках в Помоні він представив публіці нескладний карт. Машину назвали карт, що англійською означає «візок» (англ. cart).
У 1957 р. Білл Роулс, Даффі Лівінгстон і Рой Десброу (англ. Bill Rowles, Duffy Livingstone, Roy Desbrow) створили компанію Go-Kart Company для виробництва картів. Справи компанії йшли настільки успішно, що їй вдалося купити ділянку в 5 акрів, на якій був побудований перший картодром. Одночасно Інглс заснував компанію Ingels-Borelli.
У 1958 р. англійський бізнесмен Мікки Флін замовив у Go-Kart п'ять картів. Вже в 1960 році у Великій Британії налічується понад 100 фірм, що займаються виробництвом картів і комплектуючих. З лютого 1960 р. у Великій Британії починає видаватися журнал «Karting».

## Конструкція карта

### Компонування
Основою карта є рама, зварена із сталевих труб. Матеріал рами повинен бути магнітним. Використання титану та вуглепластиків заборонено.
На рамі розташовані сидіння, рульове управління і двигун. У спортивних картах двигун зазвичай розташовується праворуч від водія (таким чином, для їзди на такому карті потрібна теплоізоляційна накладка на рукаві комбінезона); в прокатних картах — ззаду, так що можна їздити навіть без захисного одягу, не ризикуючи обпектися.
Вага повністю спорядженого спортивного карта категорії А становить 70-90 кг.

### Силова установка
Силовою установкою карта є карбюраторний бензиновий двигун повітряного або водяного охолоджування; двотактний на спортивних картах і чотиритактний на прокатних. Двигун можна переміщати вперед-назад (щоб забезпечити потрібний натяг ланцюга).
Питома потужність спортивного карта може бути вищою, ніж у автомобіля. Карти початкового рівня характеризуються потужністю 6-9 к.с.. Спортивні карти мають потужність 15-40 к.с., що при масі карта з водієм менше 180 кг дає потужність у межах 4-12 кг/к.с. (для порівняння, в Audi TT — 6,5 кг/к.с., у вантажівки КамАЗ — 100 кг/к.с.). При цьому кількість обертів за хвилину може досягати 15 000 — 17 000 (у двотактних двигунів). За рахунок своєї малої маси найпотужніші класи можуть розігнатися до 100 км/год за 3-4 секунди. При цьому перевантаження, які відчувають пілоти, дуже великі, тому для вдалої участі в змаганнях потрібна хороша фізична підготовка. Для всіх картів діє обмеження на рівень шуму.

### Трансмісія
На картах бувають три варіанти трансмісії. На спортивних картах нижчих класів (в основному дитячих) роль трансмісії виконує ланцюгова передача. Такий карт не може стояти на місці з працюючим двигуном. Двигун заводиться «з товкача», а старт дається з ходу.
На прокатних і деяких спортивних картах є автоматичне відцентрове зчеплення і ланцюгова передача. Якщо не натискати одночасно на газ і на гальмо, немає ризику заглушити двигун.
На більшості спортивних картів використовується коробка передач із зчепленням. Обертання на задню вісь також передається через ланцюгову передачу. Залежно від класу, дозволяється від двох до шести передач. Зчепленням керують за допомогою важеля, розташованого зліва під кермом. Важіль перемикання передач розташований праворуч від сидіння.
Використання диференціалу заборонене. Привід тільки на задні колеса.

### Ходова частина
Пружної підвіски на карті немає. Роль амортизаторів грають шини і рама. Передні колеса, як правило, менші ніж задні за діаметром. Використовується кілька типів гуми: сліки, проміжні, дощові та зимові.
Диференціала в карті немає, тому пружність рами розраховується так, що в повороті внутрішнє заднє колесо підіймається в повітря.
Через відсутність підвіски картинг вимагає дуже рівного асфальту; практично непомітні горбки на трасі призводять до сильної тряски.

### Система кермування
Система кермування на карті найпростішого типу: кермова колонка з'єднана тягою з керованими колесами. Тому кермо карта надзвичайно жорстке, з поворотом близько 45° у кожну сторону.
Інші типи кермування в картингу заборонені.

### Гальмівна система
Залежно від класу, на картах бувають:
- механічні гальма на задню вісь (на дешевих прокатних картах; також дозволено в деяких дитячих класах)
- гідравлічні гальма на задню вісь (в картах без коробки передач);
- гідравлічні гальма на всі колеса (у картах з коробкою передач — приводяться в дію педаллю; в безкоробочних класах (kf1/kf2) передній контур виведений на ручку під кермом).

### Безпека
Бічні короби, передній і задній бампери захищають гонщика і механізми карта при зіткненні. Ланцюгова передача закрита кожухом, який не дозволяє ланцюгу відлетіти убік. Гальмівна тяга дублюється тросиком. У картах з гальмами на всі чотири колеса передній і задній контури діють незалежно, і при відмові одного можна загальмувати другим. Знизу рами розташована пластина, на яку спираються ноги.

### Налаштування карта
Для досягнення максимальної швидкості спортивний карт можна налаштувати. Можливі такі налаштування:
- тиск в шинах;
- установка / зняття стабілізатора поперечної стійкості (в деяких моделях);
- передатне число ланцюгової передачі;
- сходження рульових коліс;
- передній кліренс;
- гальмівний баланс (у картах з гальмами на всі колеса);
- колія на обох осях;
- налаштування карбюратора;
- налаштування зчеплення (особливо відцентрового);
- налаштування відстані від двигуна до резонатора (задає оптимальний режим стиснення паливної суміші);
- довжина шатуна (ступінь стиснення).